# Штап
Штап је ваљкаста палица, обично направљена од дрвета која служи за ослонац при ходу. Користе га углавном особе које имају проблем са ногом или које носе завој или гипс на нози. Уобичајени штап има закривљење на врху да би било могуће ослонити се на њега.